# Corrie Laddé
Cornelia "Corrie" Laddé, född 27 oktober 1915 i Batavia, död 18 september 1996 i Bad Ischl, var en nederländsk simmare.
Laddé blev olympisk silvermedaljör på 4 x 100 meter frisim vid sommarspelen 1932 i Los Angeles.